# Liste des gonfaloniers de justice et prieurs de la république de Florence dans les années 1290
Pour des articles plus généraux, voir Liste des gonfaloniers de justice et prieurs de la république de Florence et Liste des gonfaloniers de justice et prieurs de la république de Florence au XIIIe siècle.
Cet article dresse une liste des gonfaloniers de justice et prieurs de la république de Florence dans les années 1290.

## Années 1290

### 1290
| Période de gouvernement          | Gonfaloniers de Justice et Prieurs                          | Notes                               |
| -------------------------------- | ----------------------------------------------------------- | ----------------------------------- |
| 15 décembre 1289-14 février 1290 | Maestro Buonaguida                                          | Pr. du s. Oltrarno. Médecin.        |
| 15 décembre 1289-14 février 1290 | Gianni Becchi                                               | Pr. du s. San Piero Scheraggio.     |
| 15 décembre 1289-14 février 1290 | Mess. Ugo Altoviti                                          | Pr. du s. Borgo. Juge.              |
| 15 décembre 1289-14 février 1290 | Adimari di Rota Ammannati Beccanugi                         | Pr. du s. San Pancrazio.            |
| 15 décembre 1289-14 février 1290 | Piero di Borgo Rinaldi (ou Piero Borghi del Manzuolo)       | Pr. du s. Porta del Duomo.          |
| 15 décembre 1289-14 février 1290 | Neri Cambi                                                  | Pr. du s. Porta San Piero.          |
| 15 février 1290-14 avril 1290    | Ser Diodato d'Alamanno Cacciafuori                          | Pr. du s. Oltrarno.                 |
| 15 février 1290-14 avril 1290    | Uberto di Mess. Rinaldo de'Pulci                            | Pr. du s. San Piero Scheraggio.     |
| 15 février 1290-14 avril 1290    | Cante Ardinghelli                                           | Pr. du s. Borgo.                    |
| 15 février 1290-14 avril 1290    | Bartolo Orlandini                                           | Pr. du s. San Pancrazio.            |
| 15 février 1290-14 avril 1290    | Orlanduccio Orlandi                                         | Pr. du s. Porta del Duomo.          |
| 15 février 1290-14 avril 1290    | Maestro Folco del Maestro Giovanni                          | Pr. du s. Porta San Piero. Médecin. |
| 15 avril 1290-14 juin 1290       | Noffo di Guido Bonaffedi                                    | Pr. du s. Oltrarno.                 |
| 15 avril 1290-14 juin 1290       | Duccio di Gherardino Magalotti                              | Pr. du s. San Piero Scheraggio.     |
| 15 avril 1290-14 juin 1290       | Arrigo Marcovaldi                                           | Pr. du s. Borgo.                    |
| 15 avril 1290-14 juin 1290       | Ciaio di Ristoro del Baglione (ou Ciaio Ristori del Barone) | Pr. du s. San Pancrazio.            |
| 15 avril 1290-14 juin 1290       | Tedice Manovelli                                            | Pr. du s. Porta del Duomo.          |
| 15 avril 1290-14 juin 1290       | Ser Spigliato d'Aldobrandino da Filicaia                    | Pr. du s. Porta San Piero.          |
| 15 juin 1290-14 août 1290        | Cino di Mess. Jacopo de'Bardi                               | Pr. du s. Oltrarno.                 |
| 15 juin 1290-14 août 1290        | Lapo del Bene Faffi                                         | Pr. du s. San Piero Scheraggio.     |
| 15 juin 1290-14 août 1290        | Mess. Biliotto Berlinghieri                                 | Pr. du s. Borgo.                    |
| 15 juin 1290-14 août 1290        | Chiaro di Salvi del Chiaro Girolami                         | Pr. du s. San Pancrazio.            |
| 15 juin 1290-14 août 1290        | Ser Bene da Vaglia                                          | Pr. du s. Porta del Duomo.          |
| 15 juin 1290-14 août 1290        | Bandino Falconieri                                          | Pr. du s. Porta San Piero.          |
| 15 août 1290-14 octobre 1290     | Neri Corsini                                                | Pr. du s. Oltrarno.                 |
| 15 août 1290-14 octobre 1290     | Ricco del Maestro                                           | Pr. du s. San Piero Scheraggio.     |
| 15 août 1290-14 octobre 1290     | Bindo di Dietaiuti della Badessa                            | Pr. du s. Borgo.                    |
| 15 août 1290-14 octobre 1290     | Lapo di Uberto Ubertini                                     | Pr. du s. San Pancrazio.            |
| 15 août 1290-14 octobre 1290     | Arrigo di Lapo Arrighi                                      | Pr. du s. Porta del Duomo.          |
| 15 août 1290-14 octobre 1290     | Ser Arrigo di Gherardo de'Rocchi                            | Pr. du s. Porta San Piero.          |
| 15 octobre 1290-14 décembre 1290 | Mess. Guidotto Canigiani                                    | Pr. du s. Oltrarno. Juge.           |
| 15 octobre 1290-14 décembre 1290 | Doffo di Mess. Scolaio de'Pulci                             | Pr. du s. San Piero Scheraggio.     |
| 15 octobre 1290-14 décembre 1290 | Neri di Mess. Jacopo Ardinghelli                            | Pr. du s. Borgo.                    |
| 15 octobre 1290-14 décembre 1290 | Vanni Ardimanni                                             | Pr. du s. San Pancrazio.            |
| 15 octobre 1290-14 décembre 1290 | Lapo di Gianni Tramontani                                   | Pr. du s. Porta del Duomo.          |
| 15 octobre 1290-14 décembre 1290 | Passa di Finiguerra Diodati                                 | Pr. du s. Porta San Piero.          |
| 15 décembre 1290-14 février 1291 | Vanni d'Ugolino Benivieni                                   | Pr. du s. Oltrarno.                 |
| 15 décembre 1290-14 février 1291 | Ser Bindo Vernacci                                          | Pr. du s. San Piero Scheraggio.     |
| 15 décembre 1290-14 février 1291 | Guido Chiari (ou Guido Clari Bonciani)                      | Pr. du s. Borgo.                    |
| 15 décembre 1290-14 février 1291 | Ammannato di Rota Ammannati                                 | Pr. du s. San Pancrazio.            |
| 15 décembre 1290-14 février 1291 | Mess. Dosino dal Borgo                                      | Pr. du s. Porta del Duomo. Juge.    |
| 15 décembre 1290-14 février 1291 | Rinuccio Abati                                              | Pr. du s. Porta San Piero.          |

### 1291
| Période de gouvernement          | Gonfaloniers de Justice et Prieurs                  | Notes                            |
| -------------------------------- | --------------------------------------------------- | -------------------------------- |
| 15 décembre 1290-14 février 1291 | Vanni d'Ugolino Benivieni                           | Pr. du s. Oltrarno.              |
| 15 décembre 1290-14 février 1291 | Ser Bindo Vernacci                                  | Pr. du s. San Piero Scheraggio.  |
| 15 décembre 1290-14 février 1291 | Guido Chiari (ou Guido Clari Bonciani)              | Pr. du s. Borgo.                 |
| 15 décembre 1290-14 février 1291 | Ammannato di Rota Ammannati                         | Pr. du s. San Pancrazio.         |
| 15 décembre 1290-14 février 1291 | Mess. Dosino dal Borgo                              | Pr. du s. Porta del Duomo. Juge. |
| 15 décembre 1290-14 février 1291 | Rinuccio Abati                                      | Pr. du s. Porta San Piero.       |
| 15 février 1291-14 avril 1291    | Bartolo di Mess. Jacopo de'Bardi                    | Pr. du s. Oltrarno.              |
| 15 février 1291-14 avril 1291    | Rosso Bacherelli                                    | Pr. du s. San Piero Scheraggio.  |
| 15 février 1291-14 avril 1291    | Simone Acciaiuoli                                   | Pr. du s. Borgo.                 |
| 15 février 1291-14 avril 1291    | Bonaccorso Villanuzzi                               | Pr. du s. San Pancrazio.         |
| 15 février 1291-14 avril 1291    | Betto Rinaldi                                       | Pr. du s. Porta del Duomo.       |
| 15 février 1291-14 avril 1291    | Dolce di Luttifredo de'Pazzi                        | Pr. du s. Porta San Piero.       |
| 15 avril 1291-14 juin 1291       | Cino di Ser Dietisalvi                              | Pr. du s. Oltrarno.              |
| 15 avril 1291-14 juin 1291       | Guido di Malabocca Mancini                          | Pr. du s. San Piero Scheraggio.  |
| 15 avril 1291-14 juin 1291       | Bate Tornabelli                                     | Pr. du s. Borgo.                 |
| 15 avril 1291-14 juin 1291       | Girolamo di Salvi del Chiaro Girolami               | Pr. du s. San Pancrazio.         |
| 15 avril 1291-14 juin 1291       | Aglione d'Ugolotto degli Agli                       | Pr. du s. Porta del Duomo.       |
| 15 avril 1291-14 juin 1291       | Ugolino del Zampa de'Giugni                         | Pr. du s. Porta San Piero.       |
| 15 juin 1291-14 août 1291        | Baldo Ridolfi di Ponte                              | Pr. du s. Oltrarno.              |
| 15 juin 1291-14 août 1291        | Massaio Raffacani                                   | Pr. du s. San Piero Scheraggio.  |
| 15 juin 1291-14 août 1291        | Michele Angelotti                                   | Pr. du s. Borgo.                 |
| 15 juin 1291-14 août 1291        | Bartolo di Jacopo Buera                             | Pr. du s. San Pancrazio.         |
| 15 juin 1291-14 août 1291        | Baldo Ruffoli                                       | Pr. du s. Porta del Duomo.       |
| 15 juin 1291-14 août 1291        | Durante di Mess. Buonfantino                        | Pr. du s. Porta San Piero.       |
| 15 août 1291-14 octobre 1291     | Mongia del Rosso della Botta                        | Pr. du s. Oltrarno.              |
| 15 août 1291-14 octobre 1291     | Gianni Bucelli                                      | Pr. du s. San Piero Scheraggio.  |
| 15 août 1291-14 octobre 1291     | Cino Brandaglia Acciaiuoli                          | Pr. du s. Borgo.                 |
| 15 août 1291-14 octobre 1291     | Ammannato Prosperi                                  | Pr. du s. San Pancrazio.         |
| 15 août 1291-14 octobre 1291     | Lottieri di Benincasa del Beccuto                   | Pr. du s. Porta del Duomo.       |
| 15 août 1291-14 octobre 1291     | Jacopino di Vermiglio Alfani                        | Pr. du s. Porta San Piero.       |
| 15 octobre 1291-14 décembre 1291 | Lapo di Bonaiuto                                    | Pr. du s. Oltrarno.              |
| 15 octobre 1291-14 décembre 1291 | Rinieri di Jacopo Rimbertini                        | Pr. du s. San Piero Scheraggio.  |
| 15 octobre 1291-14 décembre 1291 | Ugo Aldobrandini                                    | Pr. du s. Borgo.                 |
| 15 octobre 1291-14 décembre 1291 | Boninsegna di Bonaccorso Beccanugi                  | Pr. du s. San Pancrazio.         |
| 15 octobre 1291-14 décembre 1291 | Ardingo di Buonagiunta de'Medici                    | Pr. du s. Porta del Duomo.       |
| 15 octobre 1291-14 décembre 1291 | Lando degli Albizzi                                 | Pr. du s. Porta San Piero.       |
| 15 décembre 1291-14 février 1292 | Scelto Guidotti                                     | Pr. du s. Oltrarno.              |
| 15 décembre 1291-14 février 1292 | Ricco del Maestro                                   | Pr. du s. San Piero Scheraggio.  |
| 15 décembre 1291-14 février 1292 | Spina d'Ugo Spini                                   | Pr. du s. Borgo.                 |
| 15 décembre 1291-14 février 1292 | Palla di Bernardo Anselmi                           | Pr. du s. San Pancrazio.         |
| 15 décembre 1291-14 février 1292 | Piero Borghi Rinaldi (ou Piero Borghi del Manzuolo) | Pr. du s. Porta del Duomo.       |
| 15 décembre 1291-14 février 1292 | Passa di Finiguerra Diodati                         | Pr. du s. Porta San Piero.       |

### 1292
| Période de gouvernement          | Gonfaloniers de Justice et Prieurs                             | Notes                                                                                 |
| -------------------------------- | -------------------------------------------------------------- | ------------------------------------------------------------------------------------- |
| 15 décembre 1291-14 février 1292 | Scelto Guidotti                                                | Pr. du s. Oltrarno.                                                                   |
| 15 décembre 1291-14 février 1292 | Ricco del Maestro                                              | Pr. du s. San Piero Scheraggio.                                                       |
| 15 décembre 1291-14 février 1292 | Spina d'Ugo Spini                                              | Pr. du s. Borgo.                                                                      |
| 15 décembre 1291-14 février 1292 | Palla di Bernardo Anselmi                                      | Pr. du s. San Pancrazio.                                                              |
| 15 décembre 1291-14 février 1292 | Piero Borghi Rinaldi (ou Piero Borghi del Manzuolo)            | Pr. du s. Porta del Duomo.                                                            |
| 15 décembre 1291-14 février 1292 | Passa di Finiguerra Diodati                                    | Pr. du s. Porta San Piero.                                                            |
| 15 février 1292-14 avril 1292    | Boninsegna d'Angiolino Machiavelli                             | Pr. du s. Oltrarno.                                                                   |
| 15 février 1292-14 avril 1292    | Mess. Lapo Salterelli                                          | Pr. du s. San Piero Scheraggio. Juge.                                                 |
| 15 février 1292-14 avril 1292    | Mess. Ugo Altoviti                                             | Pr. du s. Borgo. Mort en charge.                                                      |
| 15 février 1292-14 avril 1292    | Ser. Caccia Bonciani                                           | Pr. du s. Borgo. Élu en remplacement du précédent.                                    |
| 15 février 1292-14 avril 1292    | Gherardino Gianni Mangioni                                     | Pr. du s. San Pancrazio.                                                              |
| 15 février 1292-14 avril 1292    | Nigi Diotisalvi di Nisi                                        | Pr. du s. Porta del Duomo.                                                            |
| 15 février 1292-14 avril 1292    | Gherardino Diodati                                             | Pr. du s. Porta San Piero.                                                            |
| 15 avril 1292-14 juin 1292       | Cione del Rosso della Botte                                    | Pr. du s. Oltrarno.                                                                   |
| 15 avril 1292-14 juin 1292       | Neri di Rustico Nesi                                           | Pr. du s. San Piero Scheraggio.                                                       |
| 15 avril 1292-14 juin 1292       | Gherardino del Bello                                           | Pr. du s. Borgo.                                                                      |
| 15 avril 1292-14 juin 1292       | Mess. Ruggieri de'Tornaquinci                                  | Pr. du s. San Pancrazio. Juge.                                                        |
| 15 avril 1292-14 juin 1292       | Ser Bene da Vaglia                                             | Pr. du s. Porta del Duomo.                                                            |
| 15 avril 1292-14 juin 1292       | Mess. Folco del Maestro Giovanni                               | Pr. du s. Porta San Piero. Médecin.                                                   |
| 15 juin 1292-14 août 1292        | Noffo di Guido Bonaffedi Ridolfi                               | Pr. du s. Oltrarno.                                                                   |
| 15 juin 1292-14 août 1292        | Ulivieri di Mess. Gherardino de'Cerchi (ou Olivieri de'Cerchi) | Pr. du s. San Piero Scheraggio.                                                       |
| 15 juin 1292-14 août 1292        | Betto del Bieco Baldovinetti                                   | Pr. du s. Borgo.                                                                      |
| 15 juin 1292-14 août 1292        | Bartolo Orlandini                                              | Pr. du s. San Pancrazio.                                                              |
| 15 juin 1292-14 août 1292        | Ser Ranieri di Ser Vinci                                       | Pr. du s. Porta del Duomo. Notaire.                                                   |
| 15 juin 1292-14 août 1292        | Mess. Gherardo Visdomini                                       | Pr. du s. Porta San Piero.                                                            |
| 15 août 1292-14 octobre 1292     | Coppo di Giuseppe Canigiani                                    | Pr. du s. Oltrarno.                                                                   |
| 15 août 1292-14 octobre 1292     | Duccio Magalotti                                               | Pr. du s. San Piero Scheraggio.                                                       |
| 15 août 1292-14 octobre 1292     | Mannino Acciaiuoli                                             | Pr. du s. Borgo.                                                                      |
| 15 août 1292-14 octobre 1292     | Salvi del Chiaro Girolami                                      | Pr. du s. San Pancrazio.                                                              |
| 15 août 1292-14 octobre 1292     | Mess. Andrea da Cerreto                                        | Pr. du s. Porta del Duomo. Juge.                                                      |
| 15 août 1292-14 octobre 1292     | Lapo di Gherardino de'Visdomini                                | Pr. du s. Porta San Piero.                                                            |
| 15 octobre 1292-14 décembre 1292 | Mess. Rinuccio di Ser Guidalotto                               | Pr. du s. Oltrarno. Gravement malade, est exempté de sa charge le 17 octobre.         |
| 15 octobre 1292-14 décembre 1292 | Mess. Bardo d'Angiolieri Ammirati                              | Pr. du s. Oltrarno élu le 18 octobre en remplacement de Rinuccio di Guidalotto. Juge. |
| 15 octobre 1292-14 décembre 1292 | Mess. Maffeo Tedaldi                                           | Pr. du s. San Piero Scheraggio. Juge.                                                 |
| 15 octobre 1292-14 décembre 1292 | Gieri Paganetti (ou Gheri Paganetti)                           | Pr. du s. Borgo.                                                                      |
| 15 octobre 1292-14 décembre 1292 | Ciaio di Ristoro del Baglione (ou Ciaio Ristori del Barone)    | Pr. du s. San Pancrazio.                                                              |
| 15 octobre 1292-14 décembre 1292 | Lapo del Buono                                                 | Pr. du s. Porta del Duomo.                                                            |
| 15 octobre 1292-14 décembre 1292 | Bernardo di Mess. Manfredi Adimari                             | Pr. du s. Porta San Piero.                                                            |
| 15 décembre 1292-14 février 1293 | Pela Gualducci                                                 | Pr. du s. Oltrarno.                                                                   |
| 15 décembre 1292-14 février 1293 | Maso di Lamberto dell'Antella                                  | Pr. du s. San Piero Scheraggio.                                                       |
| 15 décembre 1292-14 février 1293 | Mess. Palmieri di Mess. Ugo Altoviti                           | Pr. du s. Borgo.                                                                      |
| 15 décembre 1292-14 février 1293 | Monpuccio di Salvi del Chiaro Girolami                         | Pr. du s. San Pancrazio.                                                              |
| 15 décembre 1292-14 février 1293 | Lapo Pratesi                                                   | Pr. du s. Porta del Duomo.                                                            |
| 15 décembre 1292-14 février 1293 | Gaddo di Forese Falconieri                                     | Pr. du s. Porta San Piero.                                                            |

### 1293
| Période de gouvernement          | Gonfaloniers de Justice et Prieurs            | Notes                                                    |
| -------------------------------- | --------------------------------------------- | -------------------------------------------------------- |
| 15 décembre 1292-14 février 1293 | Pela Gualducci                                | Pr. du s. Oltrarno.                                      |
| 15 décembre 1292-14 février 1293 | Maso di Lamberto dell'Antella                 | Pr. du s. San Piero Scheraggio.                          |
| 15 décembre 1292-14 février 1293 | Mess. Palmieri di Mess. Ugo Altoviti          | Pr. du s. Borgo.                                         |
| 15 décembre 1292-14 février 1293 | Monpuccio di Salvi del Chiaro Girolami        | Pr. du s. San Pancrazio.                                 |
| 15 décembre 1292-14 février 1293 | Lapo Pratesi                                  | Pr. du s. Porta del Duomo.                               |
| 15 décembre 1292-14 février 1293 | Gaddo di Forese Falconieri                    | Pr. du s. Porta San Piero.                               |
| 15 février 1293-12 avril 1293    | Baldo Ruffoli                                 | Gonf. issu du s. Porta del Duomo.                        |
| 15 février 1293-12 avril 1293    | Mess. Albizzo Corbinelli                      | Pr. du s. Oltrarno. Juge.                                |
| 15 février 1293-12 avril 1293    | Giotto Peruzzi                                | Pr. du s. San Piero Scheraggio.                          |
| 15 février 1293-12 avril 1293    | Lapo di Guazza Ulivieri (ou Olivieri)         | Pr. du s. Borgo.                                         |
| 15 février 1293-12 avril 1293    | Dante di Rinaldo Cambi                        | Pr. du s. San Pancrazio.                                 |
| 15 février 1293-12 avril 1293    | Arrigo di Ventura                             | Pr. du s. Porta del Duomo. Fabricant d'épées (spadaio) ? |
| 15 février 1293-12 avril 1293    | Giano della Bella                             | Pr. du s. Porta San Piero.                               |
| 13 avril 1293-14 juin 1293       | Migliore Guadagni                             | Gonf. issu du s. Porta San Piero.                        |
| 13 avril 1293-14 juin 1293       | Neri Corsini                                  | Pr. du s. Oltrarno.                                      |
| 13 avril 1293-14 juin 1293       | Berto di Manetto Ferraccini                   | Pr. du s. San Piero Scheraggio.                          |
| 13 avril 1293-14 juin 1293       | Arrigo Paradisi                               | Pr. du s. Borgo.                                         |
| 13 avril 1293-14 juin 1293       | Albizzo Orlandini                             | Pr. du s. San Pancrazio.                                 |
| 13 avril 1293-14 juin 1293       | Mess. Donato di Mess. Alberto Ristori         | Pr. du s. Porta del Duomo.                               |
| 13 avril 1293-14 juin 1293       | Fazio di Cambio de'Giugni                     | Pr. du s. Porta San Piero.                               |
| 15 juin 1293-14 août 1293        | Dino Compagni                                 | Gonf. issu du s. Borgo.                                  |
| 15 juin 1293-14 août 1293        | Maestro Buonaguida                            | Pr. du s. Oltrarno. Médecin.                             |
| 15 juin 1293-14 août 1293        | Cione di Gherardino Magalotti                 | Pr. du s. San Piero Scheraggio.                          |
| 15 juin 1293-14 août 1293        | Vanni Angelotti Fantoni                       | Pr. du s. Borgo.                                         |
| 15 juin 1293-14 août 1293        | Andrea di Cambio Beccaio (ou Beccario)        | Pr. du s. San Pancrazio.                                 |
| 15 juin 1293-14 août 1293        | Mess. Dogino dal Borgo (ou Doginus del Borgo) | Pr. du s. Porta del Duomo. Juge.                         |
| 15 juin 1293-14 août 1293        | Ricco di Ser Compagno degli Albizzi           | Pr. du s. Porta San Piero.                               |
| 15 août 1293-14 octobre 1293     | Giovanni Buiamonte (ou Gianni Buonamonti)     | Gonf. issu du s. San Pancrazio.                          |
| 15 août 1293-14 octobre 1293     | Andrea di Maffeo Gianni                       | Pr. du s. Oltrarno.                                      |
| 15 août 1293-14 octobre 1293     | Alberto di Mess. Jacopo del Giudice Alberti   | Pr. du s. San Piero Scheraggio.                          |
| 15 août 1293-14 octobre 1293     | Mess. Oddo Altoviti                           | Pr. du s. Borgo. Juge.                                   |
| 15 août 1293-14 octobre 1293     | Ricco Arlotti                                 | Pr. du s. San Pancrazio.                                 |
| 15 août 1293-14 octobre 1293     | Arrigo di Lapo Arrighi                        | Pr. du s. Porta del Duomo.                               |
| 15 août 1293-14 octobre 1293     | Taldo della Bella                             | Pr. du s. Porta San Piero.                               |
| 15 octobre 1293-14 décembre 1293 | Goso di Guidalotto Mancini                    | Gonf. issu du s. San Piero Scheraggio.                   |
| 15 octobre 1293-14 décembre 1293 | Giovanni d'Aglione Billicozzi                 | Pr. du s. Oltrarno.                                      |
| 15 octobre 1293-14 décembre 1293 | Carlettino Aldobrandini                       | Pr. du s. San Piero Scheraggio.                          |
| 15 octobre 1293-14 décembre 1293 | Guccio Salvini                                | Pr. du s. Borgo.                                         |
| 15 octobre 1293-14 décembre 1293 | Maestro Cambio di Maestro Giovanni            | Pr. du s. San Pancrazio.                                 |
| 15 octobre 1293-14 décembre 1293 | Lapo Bencivenni                               | Pr. du s. Porta del Duomo.                               |
| 15 octobre 1293-14 décembre 1293 | Maso del Cresta                               | Pr. du s. Porta San Piero.                               |
| 15 décembre 1293-14 février 1294 | Lapo di Pace Angiolieri                       | Gonf. issu du s. Oltrarno.                               |
| 15 décembre 1293-14 février 1294 | Stefano Benintendi                            | Pr. du s. Oltrarno.                                      |
| 15 décembre 1293-14 février 1294 | Lapo di Talento Bucelli                       | Pr. du s. San Piero Scheraggio.                          |
| 15 décembre 1293-14 février 1294 | Giovanni di Donato del Guazza Olivieri        | Pr. du s. Borgo.                                         |
| 15 décembre 1293-14 février 1294 | Jacopo Giambullari (ou Giambollai)            | Pr. du s. San Pancrazio.                                 |
| 15 décembre 1293-14 février 1294 | Ser Giacomino Buonaccorsi                     | Pr. du s. Porta del Duomo.                               |
| 15 décembre 1293-14 février 1294 | Fantino Silimanni                             | Pr. du s. Porta San Piero.                               |

### 1294
| Période de gouvernement          | Gonfaloniers de Justice et Prieurs                 | Notes                                  |
| -------------------------------- | -------------------------------------------------- | -------------------------------------- |
| 15 décembre 1293-14 février 1294 | Lapo di Pace Angiolieri                            | Gonf. issu du s. Oltrarno.             |
| 15 décembre 1293-14 février 1294 | Stefano Benintendi                                 | Pr. du s. Oltrarno.                    |
| 15 décembre 1293-14 février 1294 | Lapo di Talento Bucelli                            | Pr. du s. San Piero Scheraggio.        |
| 15 décembre 1293-14 février 1294 | Giovanni di Donato del Guazza Olivieri             | Pr. du s. Borgo.                       |
| 15 décembre 1293-14 février 1294 | Jacopo Giambullari (ou Giambollai)                 | Pr. du s. San Pancrazio.               |
| 15 décembre 1293-14 février 1294 | Ser Giacomino Buonaccorsi                          | Pr. du s. Porta del Duomo.             |
| 15 décembre 1293-14 février 1294 | Fantino Silimanni                                  | Pr. du s. Porta San Piero.             |
| 15 février 1294-14 avril 1294    | Rosso dello Strozza Strozzi                        | Gonf. issu du s. San Pancrazio.        |
| 15 février 1294-14 avril 1294    | Martino Bonaiuti                                   | Pr. du s. Oltrarno.                    |
| 15 février 1294-14 avril 1294    | Pacino Peruzzi                                     | Pr. du s. San Piero Scheraggio.        |
| 15 février 1294-14 avril 1294    | Michele Angelotti                                  | Pr. du s. Borgo.                       |
| 15 février 1294-14 avril 1294    | Chiaro di Salvi Girolami                           | Pr. du s. San Pancrazio.               |
| 15 février 1294-14 avril 1294    | Guido del Bianco                                   | Pr. du s. Porta del Duomo.             |
| 15 février 1294-14 avril 1294    | Ugolino del Zampa de'Giugni                        | Pr. du s. Porta San Piero.             |
| 15 avril 1294-14 juin 1294       | Cingo Altoviti (ou Tingo Altoviti)                 | Gonf. issu du s. Borgo.                |
| 15 avril 1294-14 juin 1294       | Mongia del Rosso della Botte                       | Pr. du s. Oltrarno.                    |
| 15 avril 1294-14 juin 1294       | Michele Riccialbani                                | Pr. du s. San Piero Scheraggio.        |
| 15 avril 1294-14 juin 1294       | Arrigo Marcovaldi                                  | Pr. du s. Borgo.                       |
| 15 avril 1294-14 juin 1294       | Ceffo di Boninsegna Beccanugi                      | Pr. du s. San Pancrazio.               |
| 15 avril 1294-14 juin 1294       | Pecora di Giovanni del Pecora                      | Pr. du s. Porta del Duomo.             |
| 15 avril 1294-14 juin 1294       | Gaddo Passavanti                                   | Pr. du s. Porta San Piero.             |
| 15 juin 1294-14 août 1294        | Davizzino di Rinieri Davizzi                       | Gonf. issu du s. Porta San Piero.      |
| 15 juin 1294-14 août 1294        | Caruccio del Verre                                 | Pr. du s. Oltrarno.                    |
| 15 juin 1294-14 août 1294        | Lapo del Bene Faffi                                | Pr. du s. San Piero Scheraggio.        |
| 15 juin 1294-14 août 1294        | Lippo Salvaterra                                   | Pr. du s. Borgo.                       |
| 15 juin 1294-14 août 1294        | Gherardino di Giovanni Mangioni                    | Pr. du s. San Pancrazio.               |
| 15 juin 1294-14 août 1294        | Ruggieri Cardinali                                 | Pr. du s. Porta del Duomo.             |
| 15 juin 1294-14 août 1294        | Gherardino Diodati                                 | Pr. du s. Porta San Piero.             |
| 15 août 1294-14 octobre 1294     | Betto Rinaldi                                      | Gonf. issu du s. Porta del Duomo.      |
| 15 août 1294-14 octobre 1294     | Cione del Rosso della Botte                        | Pr. du s. Oltrarno.                    |
| 15 août 1294-14 octobre 1294     | Taldo di Mess. Maffeo Tedaldi                      | Pr. du s. San Piero Scheraggio.        |
| 15 août 1294-14 octobre 1294     | Ser Caccia Bonciani                                | Pr. du s. Borgo.                       |
| 15 août 1294-14 octobre 1294     | Bartolo di Jacopo Buera                            | Pr. du s. San Pancrazio.               |
| 15 août 1294-14 octobre 1294     | Ricco Falconetti                                   | Pr. du s. Porta del Duomo.             |
| 15 août 1294-14 octobre 1294     | Ciato di Ser Manetto Pinzocheri                    | Pr. du s. Porta San Piero.             |
| 15 octobre 1294-14 décembre 1294 | Bonaccio Ottobuoni (ou Bonaccino Ottobuoni)        | Gonf. issu du s. San Piero Scheraggio. |
| 15 octobre 1294-14 décembre 1294 | Vanni del Coppia                                   | Pr. du s. Oltrarno.                    |
| 15 octobre 1294-14 décembre 1294 | Lippo di Falco Cambi                               | Pr. du s. San Piero Scheraggio.        |
| 15 octobre 1294-14 décembre 1294 | Cino di Dietaiuti della Badessa                    | Pr. du s. Borgo.                       |
| 15 octobre 1294-14 décembre 1294 | Lapo d'Uberto Ubertini                             | Pr. du s. San Pancrazio.               |
| 15 octobre 1294-14 décembre 1294 | Tedice Manovelli                                   | Pr. du s. Porta del Duomo.             |
| 15 octobre 1294-14 décembre 1294 | Bianciardo del Torricchia                          | Pr. du s. Porta San Piero.             |
| 15 décembre 1294-14 février 1295 | Pacino Angiolieri                                  | Gonf. issu du s. Oltrarno.             |
| 15 décembre 1294-14 février 1295 | Filippo del Lombardo                               | Pr. du s. Oltrarno.                    |
| 15 décembre 1294-14 février 1295 | Ricco da Diacceto (ou de Glaceto, ou da Ghiacceto) | Pr. du s. San Piero Scheraggio.        |
| 15 décembre 1294-14 février 1295 | Corso di Bianco                                    | Pr. du s. Borgo. Boulanger (fornaio).  |
| 15 décembre 1294-14 février 1295 | Adimari di Rota Ammannati Beccanugi                | Pr. du s. San Pancrazio.               |
| 15 décembre 1294-14 février 1295 | Stefano del Buono                                  | Pr. du s. Porta del Duomo.             |
| 15 décembre 1294-14 février 1295 | Neri Cambi                                         | Pr. du s. Porta San Piero.             |

### 1295
| Période de gouvernement          | Gonfaloniers de Justice et Prieurs                                            | Notes                                          |
| -------------------------------- | ----------------------------------------------------------------------------- | ---------------------------------------------- |
| 15 décembre 1294-14 février 1295 | Pacino Angiolieri                                                             | Gonf. issu du s. Oltrarno.                     |
| 15 décembre 1294-14 février 1295 | Filippo del Lombardo                                                          | Pr. du s. Oltrarno.                            |
| 15 décembre 1294-14 février 1295 | Ricco da Diacceto (ou de Glaceto, ou da Ghiacceto)                            | Pr. du s. San Piero Scheraggio.                |
| 15 décembre 1294-14 février 1295 | Corso di Bianco                                                               | Pr. du s. Borgo. Boulanger (fornaio).          |
| 15 décembre 1294-14 février 1295 | Adimari di Rota Ammannati Beccanugi                                           | Pr. du s. San Pancrazio.                       |
| 15 décembre 1294-14 février 1295 | Stefano del Buono                                                             | Pr. du s. Porta del Duomo.                     |
| 15 décembre 1294-14 février 1295 | Neri Cambi                                                                    | Pr. du s. Porta San Piero.                     |
| 15 février 1295-14 avril 1295    | Gherardo Lupicini                                                             | Gonf. issu du s. San Piero Scheraggio.         |
| 15 février 1295-14 avril 1295    | Lippo Velluti (ou Philippo Velluti)                                           | Pr. du s. Oltrarno.                            |
| 15 février 1295-14 avril 1295    | Bianchino di Giovanni Tavernaro                                               | Pr. du s. San Piero Scheraggio. Tavernier (?). |
| 15 février 1295-14 avril 1295    | Geri Paganetti                                                                | Pr. du s. Borgo.                               |
| 15 février 1295-14 avril 1295    | Bartolo Orlandini                                                             | Pr. du s. San Pancrazio.                       |
| 15 février 1295-14 avril 1295    | Mess. Andrea da Cerreto                                                       | Pr. du s. Porta del Duomo. Juge.               |
| 15 février 1295-14 avril 1295    | Lotto del Migliore Guadagni                                                   | Pr. du s. Porta San Piero.                     |
| 15 avril 1295-14 juin 1295       | Nuto Marignolli                                                               | Gonf. issu du s. Porta del Duomo.              |
| 15 avril 1295-14 juin 1295       | Lippo Rinucci                                                                 | Pr. du s. Oltrarno.                            |
| 15 avril 1295-14 juin 1295       | Mess. Rinieri della Gattaia                                                   | Pr. du s. San Piero Scheraggio. Juge.          |
| 15 avril 1295-14 juin 1295       | Naddo di Signa                                                                | Pr. du s. Borgo.                               |
| 15 avril 1295-14 juin 1295       | Cecco di Ciaio di Ristoro del Baglione (ou Cecco di Ciaio Ristori del Barone) | Pr. du s. San Pancrazio.                       |
| 15 avril 1295-14 juin 1295       | Piero Borghi Rinaldi (ou Piero Borghi del Manzuolo)                           | Pr. du s. Porta del Duomo.                     |
| 15 avril 1295-14 juin 1295       | Maestro Durante                                                               | Pr. du s. Porta San Piero. Médecin.            |
| 15 juin 1295-14 août 1295        | Vieri di Falco Baldovini                                                      | Gonf. issu du s. Porta San Piero.              |
| 15 juin 1295-14 août 1295        | Vanni d'Ugolino Benivieni                                                     | Pr. du s. Oltrarno.                            |
| 15 juin 1295-14 août 1295        | Migliore Aldobrandini                                                         | Pr. du s. San Piero Scheraggio.                |
| 15 juin 1295-14 août 1295        | Mess. Palmieri di Mess. Ugo Altoviti                                          | Pr. du s. Borgo. Juge.                         |
| 15 juin 1295-14 août 1295        | Palla di Bernardo Anselmi                                                     | Pr. du s. San Pancrazio.                       |
| 15 juin 1295-14 août 1295        | Ser Guccio di Ruggieri                                                        | Pr. du s. Porta del Duomo. Médecin.            |
| 15 juin 1295-14 août 1295        | Passa Finiguerra Diodati                                                      | Pr. du s. Porta San Piero.                     |
| 15 août 1295-14 octobre 1295     | Chiaro di Rustico de'Cantori (ou Caro di Rustico del Cantore)                 | Gonf. issu du s. San Pancrazio.                |
| 15 août 1295-14 octobre 1295     | Cino di Ser Dietisalvi                                                        | Pr. du s. Oltrarno.                            |
| 15 août 1295-14 octobre 1295     | Neri di Mess. Jacopo del Giudice Alberti                                      | Pr. du s. San Piero Scheraggio.                |
| 15 août 1295-14 octobre 1295     | Ser Benincasa Oddi d'Altomena                                                 | Pr. du s. Borgo.                               |
| 15 août 1295-14 octobre 1295     | Salvi del Chiaro Girolami                                                     | Pr. du s. San Pancrazio.                       |
| 15 août 1295-14 octobre 1295     | Bindo Aldobrandini del Tasso                                                  | Pr. du s. Porta del Duomo.                     |
| 15 août 1295-14 octobre 1295     | Piero Guadagni                                                                | Pr. du s. Porta San Piero.                     |
| 15 octobre 1295-14 décembre 1295 | Neri Corsini                                                                  | Gonf. issu du s. Oltrarno.                     |
| 15 octobre 1295-14 décembre 1295 | Coppo di Giuseppe Canigiani                                                   | Pr. du s. Oltrarno.                            |
| 15 octobre 1295-14 décembre 1295 | Borghese Migliorati                                                           | Pr. du s. San Piero Scheraggio.                |
| 15 octobre 1295-14 décembre 1295 | Guccio Dietaiuti della Badessa                                                | Pr. du s. Borgo.                               |
| 15 octobre 1295-14 décembre 1295 | Giovanni Attaviani                                                            | Pr. du s. San Pancrazio.                       |
| 15 octobre 1295-14 décembre 1295 | Mess. Aldobrando da Cerreto                                                   | Pr. du s. Porta del Duomo. Juge.               |
| 15 octobre 1295-14 décembre 1295 | Mess. Folco del Maestro Giovanni                                              | Pr. du s. Porta San Piero. Médecin.            |
| 15 décembre 1295-14 février 1296 | Cambio d'Aldobrandino Bellincioni                                             | Gonf. issu du s. Borgo.                        |
| 15 décembre 1295-14 février 1296 | Lapo Bonaiuti                                                                 | Pr. du s. Oltrarno.                            |
| 15 décembre 1295-14 février 1296 | Berto di Manetto Ferraccini                                                   | Pr. du s. San Piero Scheraggio.                |
| 15 décembre 1295-14 février 1296 | Mess. Niccola Acciaiuoli                                                      | Pr. du s. Borgo. Juge.                         |
| 15 décembre 1295-14 février 1296 | Pagno di Gherardo Bordoni                                                     | Pr. du s. San Pancrazio.                       |
| 15 décembre 1295-14 février 1296 | Borgo Rinaldi                                                                 | Pr. du s. Porta del Duomo.                     |
| 15 décembre 1295-14 février 1296 | Lapo Gherardini                                                               | Pr. du s. Porta San Piero.                     |

### 1296
| Période de gouvernement          | Gonfaloniers de Justice et Prieurs          | Notes                                                                         |
| -------------------------------- | ------------------------------------------- | ----------------------------------------------------------------------------- |
| 15 décembre 1295-14 février 1296 | Cambio d'Aldobrandino Bellincioni           | Gonf. issu du s. Borgo.                                                       |
| 15 décembre 1295-14 février 1296 | Lapo Bonaiuti                               | Pr. du s. Oltrarno.                                                           |
| 15 décembre 1295-14 février 1296 | Berto di Manetto Ferraccini                 | Pr. du s. San Piero Scheraggio.                                               |
| 15 décembre 1295-14 février 1296 | Mess. Niccola Acciaiuoli                    | Pr. du s. Borgo. Juge.                                                        |
| 15 décembre 1295-14 février 1296 | Pagno di Gherardo Bordoni                   | Pr. du s. San Pancrazio.                                                      |
| 15 décembre 1295-14 février 1296 | Borgo Rinaldi                               | Pr. du s. Porta del Duomo.                                                    |
| 15 décembre 1295-14 février 1296 | Lapo Gherardini                             | Pr. du s. Porta San Piero.                                                    |
| 15 février 1296-14 avril 1296    | Ardingo di Buonagiunta de'Medici            | Gonf. issu du s. Porta del Duomo.                                             |
| 15 février 1296-14 avril 1296    | Tingo Barbadori                             | Pr. du s. Oltrarno.                                                           |
| 15 février 1296-14 avril 1296    | Maestro Fagno di Spigliato Fagni            | Pr. du s. San Piero Scheraggio. Médecin.                                      |
| 15 février 1296-14 avril 1296    | Gentile di Mess. Oddo Altoviti              | Pr. du s. Borgo.                                                              |
| 15 février 1296-14 avril 1296    | Mess. Ubertino dello Strozza Strozzi        | Pr. du s. San Pancrazio. Juge.                                                |
| 15 février 1296-14 avril 1296    | Arrigo di Lapo Arrighi                      | Pr. du s. Porta del Duomo. Mort en charge le 31 mars.                         |
| 15 février 1296-14 avril 1296    | Cino Ricevuti                               | Pr. du s. Porta del Duomo. Élu le 1er avril en remplacement d'Arrigo Arrighi. |
| 15 février 1296-14 avril 1296    | Lando d'Albizzo degli Albizzi               | Pr. du s. Porta San Piero.                                                    |
| 15 avril 1296-14 juin 1296       | Cante Guidalotti                            | Gonf. issu du s. Porta San Piero.                                             |
| 15 avril 1296-14 juin 1296       | Noffo di Guido Buonafedi (ou Bonaffedi)     | Pr. du s. Oltrarno.                                                           |
| 15 avril 1296-14 juin 1296       | Mess. Lapo Salterelli                       | Pr. du s. San Piero Scheraggio. Docteur en droit.                             |
| 15 avril 1296-14 juin 1296       | Tingo Bellandi                              | Pr. du s. Borgo.                                                              |
| 15 avril 1296-14 juin 1296       | Ammannato di Rota Ammannati Beccanugi       | Pr. du s. San Pancrazio.                                                      |
| 15 avril 1296-14 juin 1296       | Amadore Ridolfi                             | Pr. du s. Porta del Duomo.                                                    |
| 15 avril 1296-14 juin 1296       | Migliore Guadagni                           | Pr. du s. Porta San Piero.                                                    |
| 15 juin 1296-14 août 1296        | Lapo dell'Ammonito de'Minutoli              | Gonf. issu du s. Oltrarno.                                                    |
| 15 juin 1296-14 août 1296        | Boninsegna di Ruggierino                    | Pr. du s. Oltrarno.                                                           |
| 15 juin 1296-14 août 1296        | Alberto di Mess. Jacopo del Giudice Alberti | Pr. du s. San Piero Scheraggio.                                               |
| 15 juin 1296-14 août 1296        | Simone Benci                                | Pr. du s. Borgo.                                                              |
| 15 juin 1296-14 août 1296        | Maso di Mess. Ruggierino Minerbetti         | Pr. du s. San Pancrazio.                                                      |
| 15 juin 1296-14 août 1296        | Mess. Donato di Mess. Alberto Ristori       | Pr. du s. Porta del Duomo. Juge.                                              |
| 15 juin 1296-14 août 1296        | Manno de'Rocchi                             | Pr. du s. Porta San Piero.                                                    |
| 15 août 1296-14 octobre 1296     | Cino Colti                                  | Gonf. issu du s. Borgo.                                                       |
| 15 août 1296-14 octobre 1296     | Mess. Lotteringo da Montespertoli           | Pr. du s. Oltrarno. Juge.                                                     |
| 15 août 1296-14 octobre 1296     | Lotto di Guido Malabocca Mancini            | Pr. du s. San Piero Scheraggio.                                               |
| 15 août 1296-14 octobre 1296     | Simone di Gherardo del Bello                | Pr. du s. Borgo.                                                              |
| 15 août 1296-14 octobre 1296     | Manno Attaviani                             | Pr. du s. San Pancrazio.                                                      |
| 15 août 1296-14 octobre 1296     | Geri del Bello Rondinelli                   | Pr. du s. Porta del Duomo.                                                    |
| 15 août 1296-14 octobre 1296     | Michele Benivieni                           | Pr. du s. Porta San Piero. Brocanteur.                                        |
| 15 octobre 1296-14 décembre 1296 | Spinello di Ranieri Girolami                | Gonf. issu du s. San Piero Scheraggio.                                        |
| 15 octobre 1296-14 décembre 1296 | Boninsegna d'Angiolino Machiavelli          | Pr. du s. Oltrarno.                                                           |
| 15 octobre 1296-14 décembre 1296 | Deo Bentaccordi (ou Bentaccorda)            | Pr. du s. San Piero Scheraggio.                                               |
| 15 octobre 1296-14 décembre 1296 | Bizzo di Cambio Alberti                     | Pr. du s. Borgo.                                                              |
| 15 octobre 1296-14 décembre 1296 | Duccio Belcari                              | Pr. du s. San Pancrazio.                                                      |
| 15 octobre 1296-14 décembre 1296 | Giovanni Ruffoli                            | Pr. du s. Porta del Duomo.                                                    |
| 15 octobre 1296-14 décembre 1296 | Ser Spigliato d'Aldobrandino da Filicaia    | Pr. du s. Porta San Piero.                                                    |
| 15 décembre 1296-14 février 1297 | Duccio di Palla di Bernardo Anselmi         | Gonf. issu du s. San Pancrazio.                                               |
| 15 décembre 1296-14 février 1297 | Pela Gualducci                              | Pr. du s. Oltrarno.                                                           |
| 15 décembre 1296-14 février 1297 | Lapo del Bene Faffi                         | Pr. du s. San Piero Scheraggio.                                               |
| 15 décembre 1296-14 février 1297 | Duti di Bindo di Dietaiuti della Badessa    | Pr. du s. Borgo.                                                              |
| 15 décembre 1296-14 février 1297 | Duccio Benvenuti                            | Pr. du s. San Pancrazio.                                                      |
| 15 décembre 1296-14 février 1297 | Nello Rinucci                               | Pr. du s. Porta del Duomo.                                                    |
| 15 décembre 1296-14 février 1297 | Gieri di Ser Pace                           | Pr. du s. Porta San Piero.                                                    |

### 1297
| Période de gouvernement          | Gonfaloniers de Justice et Prieurs                         | Notes                                             |
| -------------------------------- | ---------------------------------------------------------- | ------------------------------------------------- |
| 15 décembre 1296-14 février 1297 | Duccio di Palla di Bernardo Anselmi                        | Gonf. issu du s. San Pancrazio.                   |
| 15 décembre 1296-14 février 1297 | Pela Gualducci                                             | Pr. du s. Oltrarno.                               |
| 15 décembre 1296-14 février 1297 | Lapo del Bene Faffi                                        | Pr. du s. San Piero Scheraggio.                   |
| 15 décembre 1296-14 février 1297 | Duti di Bindo di Dietaiuti della Badessa                   | Pr. du s. Borgo.                                  |
| 15 décembre 1296-14 février 1297 | Duccio Benvenuti                                           | Pr. du s. San Pancrazio.                          |
| 15 décembre 1296-14 février 1297 | Nello Rinucci                                              | Pr. du s. Porta del Duomo.                        |
| 15 décembre 1296-14 février 1297 | Gieri di Ser Pace                                          | Pr. du s. Porta San Piero.                        |
| 15 février 1297-14 avril 1297    | Lippo di Manno Manni                                       | Gonf. issu du s. Porta del Duomo.                 |
| 15 février 1297-14 avril 1297    | Mess. Jacopo da Certaldo                                   | Pr. du s. Oltrarno. Juge.                         |
| 15 février 1297-14 avril 1297    | Duccio di Gherardino Magalotti                             | Pr. du s. San Piero Scheraggio.                   |
| 15 février 1297-14 avril 1297    | Valore Rimbaldi                                            | Pr. du s. Borgo.                                  |
| 15 février 1297-14 avril 1297    | Chiaro di Salvi del Chiaro Girolami                        | Pr. du s. San Pancrazio.                          |
| 15 février 1297-14 avril 1297    | Lapo Bencivenni                                            | Pr. du s. Porta del Duomo. Menuisier (legnaiolo). |
| 15 février 1297-14 avril 1297    | Feo di Mess. Buonfantino                                   | Pr. du s. Porta San Piero.                        |
| 15 avril 1297-14 juin 1297       | Cione di Piloso Canigiani (ou Ciece, ou Cere de'Canigiani) | Gonf. issu du s. Oltrarno.                        |
| 15 avril 1297-14 juin 1297       | Giovanni di Simonetto Biliotti                             | Pr. du s. Oltrarno.                               |
| 15 avril 1297-14 juin 1297       | Ser Guido da Turricchio                                    | Pr. du s. San Piero Scheraggio.                   |
| 15 avril 1297-14 juin 1297       | Nello di Dietaiuti                                         | Pr. du s. Borgo. Tanneur (galigaio).              |
| 15 avril 1297-14 juin 1297       | Ricco Arlotti                                              | Pr. du s. San Pancrazio.                          |
| 15 avril 1297-14 juin 1297       | Tedice Manovelli                                           | Pr. du s. Porta del Duomo.                        |
| 15 avril 1297-14 juin 1297       | Ricco di Compagno degli Albizzi                            | Pr. du s. Porta San Piero.                        |
| 15 juin 1297-14 août 1297        | Pacino d'Arnoldo Peruzzi                                   | Gonf. issu du s. San Piero Scheraggio.            |
| 15 juin 1297-14 août 1297        | Rosso Filigherni                                           | Pr. du s. Oltrarno.                               |
| 15 juin 1297-14 août 1297        | Duccio di Gianni Bucelli                                   | Pr. du s. San Piero Scheraggio.                   |
| 15 juin 1297-14 août 1297        | Vanni d'Angelotto Fantoni                                  | Pr. du s. Borgo.                                  |
| 15 juin 1297-14 août 1297        | Adimari di Rota Ammannati Beccanugi                        | Pr. du s. San Pancrazio.                          |
| 15 juin 1297-14 août 1297        | Ser Arrigo di Grazia                                       | Pr. du s. Porta del Duomo.                        |
| 15 juin 1297-14 août 1297        | Boccio Burnetti                                            | Pr. du s. Porta San Piero.                        |
| 15 août 1297-14 octobre 1297     | Ser Arrigo de'Rocchi                                       | Gonf. issu du s. Porta San Piero.                 |
| 15 août 1297-14 octobre 1297     | Lapo d'Ugolino Benivieni                                   | Pr. du s. Oltrarno.                               |
| 15 août 1297-14 octobre 1297     | Venedico de'Pretasini                                      | Pr. du s. San Piero Scheraggio.                   |
| 15 août 1297-14 octobre 1297     | Arrigo Marcovaldi                                          | Pr. du s. Borgo.                                  |
| 15 août 1297-14 octobre 1297     | Corso Borghi                                               | Pr. du s. San Pancrazio.                          |
| 15 août 1297-14 octobre 1297     | Mess. Andrea da Cerreto                                    | Pr. du s. Porta del Duomo. Juge.                  |
| 15 août 1297-14 octobre 1297     | Gaddo Passavanti                                           | Pr. du s. Porta San Piero.                        |
| 15 octobre 1297-14 décembre 1297 | Pagno dello Strozza Strozzi                                | Gonf. issu du s. San Pancrazio.                   |
| 15 octobre 1297-14 décembre 1297 | Deo di Bardo Bardi                                         | Pr. du s. Oltrarno.                               |
| 15 octobre 1297-14 décembre 1297 | Mess. Giovanni Rustichelli                                 | Pr. du s. San Piero Scheraggio. Juge.             |
| 15 octobre 1297-14 décembre 1297 | Ser Medico Aliotti                                         | Pr. du s. Borgo.                                  |
| 15 octobre 1297-14 décembre 1297 | Francesco di Ciaio Ristori (del Barone)                    | Pr. du s. San Pancrazio.                          |
| 15 octobre 1297-14 décembre 1297 | Betto Rinaldi                                              | Pr. du s. Porta del Duomo.                        |
| 15 octobre 1297-14 décembre 1297 | Ciuto di Ser Manetto                                       | Pr. du s. Porta San Piero.                        |
| 15 décembre 1297-14 février 1298 | Lapo di Guazza Ulivieri (ou Olivieri)                      | Gonf. issu du s. Borgo.                           |
| 15 décembre 1297-14 février 1298 | Lippo Rinucci                                              | Pr. du s. Oltrarno.                               |
| 15 décembre 1297-14 février 1298 | Sinibaldo del Migliore                                     | Pr. du s. San Piero Scheraggio.                   |
| 15 décembre 1297-14 février 1298 | Mess. Palmieri di Mess. Ugo Altoviti                       | Pr. du s. Borgo.                                  |
| 15 décembre 1297-14 février 1298 | Corso Guglielmi                                            | Pr. du s. San Pancrazio.                          |
| 15 décembre 1297-14 février 1298 | Nuto Marignolli                                            | Pr. du s. Porta del Duomo.                        |
| 15 décembre 1297-14 février 1298 | Maestro Cambio del Maestro Salvi                           | Pr. du s. Porta San Piero. Médecin.               |

### 1298
| Période de gouvernement          | Gonfaloniers de Justice et Prieurs                              | Notes                                     |
| -------------------------------- | --------------------------------------------------------------- | ----------------------------------------- |
| 15 décembre 1297-14 février 1298 | Lapo di Guazza Ulivieri (ou Olivieri)                           | Gonf. issu du s. Borgo.                   |
| 15 décembre 1297-14 février 1298 | Lippo Rinucci                                                   | Pr. du s. Oltrarno.                       |
| 15 décembre 1297-14 février 1298 | Sinibaldo del Migliore                                          | Pr. du s. San Piero Scheraggio.           |
| 15 décembre 1297-14 février 1298 | Mess. Palmieri di Mess. Ugo Altoviti                            | Pr. du s. Borgo.                          |
| 15 décembre 1297-14 février 1298 | Corso Guglielmi                                                 | Pr. du s. San Pancrazio.                  |
| 15 décembre 1297-14 février 1298 | Nuto Marignolli                                                 | Pr. du s. Porta del Duomo.                |
| 15 décembre 1297-14 février 1298 | Maestro Cambio del Maestro Salvi                                | Pr. du s. Porta San Piero. Médecin.       |
| 15 février 1298-14 avril 1298    | Mannino Acciaiuoli                                              | Gonf. issu du s. Borgo.                   |
| 15 février 1298-14 avril 1298    | Dietaiuti Velluti                                               | Pr. du s. Oltrarno.                       |
| 15 février 1298-14 avril 1298    | Mess. Gualtieri da Ganghereto                                   | Pr. du s. San Piero Scheraggio. Juge.     |
| 15 février 1298-14 avril 1298    | Caroccio d'Ugo Buonaccolti (ou Bonaccolti)                      | Pr. du s. Borgo.                          |
| 15 février 1298-14 avril 1298    | Girolamo di Salvi del Chiaro Girolami                           | Pr. du s. San Pancrazio.                  |
| 15 février 1298-14 avril 1298    | Durante di Ricovero Tavernaro                                   | Pr. du s. Porta del Duomo. Tavernier (?). |
| 15 février 1298-14 avril 1298    | Lapo di Mess. Buonfantino                                       | Pr. du s. Porta San Piero.                |
| 15 avril 1298-14 juin 1298       | Pagno di Gherardo Bordoni                                       | Gonf. issu du s. San Pancrazio.           |
| 15 avril 1298-14 juin 1298       | Cione Benintendi                                                | Pr. du s. Oltrarno.                       |
| 15 avril 1298-14 juin 1298       | Ricco di Torre da Diacceto (ou da Ghiacceto)                    | Pr. du s. San Piero Scheraggio.           |
| 15 avril 1298-14 juin 1298       | Neri d'Aldobrandino Bellincioni                                 | Pr. du s. Borgo.                          |
| 15 avril 1298-14 juin 1298       | Ceffo di Boninsegna Beccanugi                                   | Pr. du s. San Pancrazio.                  |
| 15 avril 1298-14 juin 1298       | Piero di Mazzuolo Borghi Rinaldi (ou Piero Borghi del Manzuolo) | Pr. du s. Porta del Duomo.                |
| 15 avril 1298-14 juin 1298       | Mess. Baldo d'Aguglione                                         | Pr. du s. Porta San Piero. Juge.          |
| 15 juin 1298-14 août 1298        | Lapo Giamboni degli Orciolini                                   | Gonf. issu du s. Oltrarno.                |
| 15 juin 1298-14 août 1298        | Ser Simone Guidalotti                                           | Pr. du s. Oltrarno.                       |
| 15 juin 1298-14 août 1298        | Manetto Bentaccordi (ou Bentaccorda)                            | Pr. du s. San Piero Scheraggio.           |
| 15 juin 1298-14 août 1298        | Corso Bonaccorsi                                                | Pr. du s. Borgo.                          |
| 15 juin 1298-14 août 1298        | Palla di Bernardo Anselmi                                       | Pr. du s. San Pancrazio.                  |
| 15 juin 1298-14 août 1298        | Dino di Gianni, dit della Pecora                                | Pr. du s. Porta del Duomo.                |
| 15 juin 1298-14 août 1298        | Ser Salvi di Geri Salviati                                      | Pr. du s. Porta San Piero. Médecin.       |
| 15 août 1298-14 octobre 1298     | Borgo Migliorati (ou Borghese Migliorati)                       | Gonf. issu du s. San Piero Scheraggio.    |
| 15 août 1298-14 octobre 1298     | Casino di Sassino Benincasa                                     | Pr. du s. Oltrarno.                       |
| 15 août 1298-14 octobre 1298     | Mess. Chiaro di Ser Venisti                                     | Pr. du s. San Piero Scheraggio. Juge.     |
| 15 août 1298-14 octobre 1298     | Borghino del Bieco Baldovinetti                                 | Pr. du s. Borgo.                          |
| 15 août 1298-14 octobre 1298     | Ristoro di Speda (della Marotta)                                | Pr. du s. San Pancrazio.                  |
| 15 août 1298-14 octobre 1298     | Gieri Cardinali                                                 | Pr. du s. Porta del Duomo.                |
| 15 août 1298-14 octobre 1298     | Manno d'Arrigo de'Rocchi                                        | Pr. du s. Porta San Piero.                |
| 15 octobre 1298-14 décembre 1298 | Andrea di Guido de'Ricci                                        | Gonf. issu du s. Porta San Piero.         |
| 15 octobre 1298-14 décembre 1298 | Lapo Bonaiuti                                                   | Pr. du s. Oltrarno.                       |
| 15 octobre 1298-14 décembre 1298 | Alberto di Mess. Jacopo del Giudice Alberti                     | Pr. du s. San Piero Scheraggio.           |
| 15 octobre 1298-14 décembre 1298 | Mess. Rinieri del Forese                                        | Pr. du s. Borgo. Juge.                    |
| 15 octobre 1298-14 décembre 1298 | Maestro Giovanni di Lapo Guglielmi                              | Pr. du s. San Pancrazio. Médecin.         |
| 15 octobre 1298-14 décembre 1298 | Corso di Mess. Alberto Ristori                                  | Pr. du s. Porta del Duomo.                |
| 15 octobre 1298-14 décembre 1298 | Durante di Donato Dirittafede                                   | Pr. du s. Porta San Piero.                |
| 15 décembre 1298-14 février 1299 | Guccio di Bonaguida de'Medici                                   | Gonf. issu du s. Porta del Duomo.         |
| 15 décembre 1298-14 février 1299 | Boninsegna d'Angiolino Machiavelli                              | Pr. du s. Oltrarno.                       |
| 15 décembre 1298-14 février 1299 | Cione di Gherardino Magalotti                                   | Pr. du s. San Piero Scheraggio.           |
| 15 décembre 1298-14 février 1299 | Gentile di Mess. Oddo Altoviti                                  | Pr. du s. Borgo.                          |
| 15 décembre 1298-14 février 1299 | Pietro Buonavolta                                               | Pr. du s. San Pancrazio.                  |
| 15 décembre 1298-14 février 1299 | Mess. Matteo del Canto                                          | Pr. du s. Porta del Duomo.                |
| 15 décembre 1298-14 février 1299 | Lando degli Albizzi                                             | Pr. du s. Porta San Piero.                |

### 1299
| Période de gouvernement          | Gonfaloniers de Justice et Prieurs                               | Notes                                               |
| -------------------------------- | ---------------------------------------------------------------- | --------------------------------------------------- |
| 15 décembre 1298-14 février 1299 | Guccio di Bonaguida de'Medici                                    | Gonf. issu du s. Porta del Duomo.                   |
| 15 décembre 1298-14 février 1299 | Boninsegna d'Angiolino Machiavelli                               | Pr. du s. Oltrarno.                                 |
| 15 décembre 1298-14 février 1299 | Cione di Gherardino Magalotti                                    | Pr. du s. San Piero Scheraggio.                     |
| 15 décembre 1298-14 février 1299 | Gentile di Mess. Oddo Altoviti                                   | Pr. du s. Borgo.                                    |
| 15 décembre 1298-14 février 1299 | Pietro Buonavolta                                                | Pr. du s. San Pancrazio.                            |
| 15 décembre 1298-14 février 1299 | Mess. Matteo del Canto                                           | Pr. du s. Porta del Duomo.                          |
| 15 décembre 1298-14 février 1299 | Lando degli Albizzi                                              | Pr. du s. Porta San Piero.                          |
| 15 février 1299-14 avril 1299    | Lapo di Talento Bucelli                                          | Gonf. issu du s. San Piero Scheraggio.              |
| 15 février 1299-14 avril 1299    | Corsello di Michele                                              | Pr. du s. Oltrarno.                                 |
| 15 février 1299-14 avril 1299    | Berto di Manetto Ferraccini                                      | Pr. du s. San Piero Scheraggio.                     |
| 15 février 1299-14 avril 1299    | Giovanni di Benozzo Manovelli                                    | Pr. du s. Borgo.                                    |
| 15 février 1299-14 avril 1299    | Mess. Ubertino dello Strozza Strozzi                             | Pr. du s. San Pancrazio. Juge.                      |
| 15 février 1299-14 avril 1299    | Aldobrando Mariti da Cerreto                                     | Pr. du s. Porta del Duomo.                          |
| 15 février 1299-14 avril 1299    | Piero Guadagni                                                   | Pr. du s. Porta San Piero.                          |
| 15 avril 1299-14 juin 1299       | Borgo Rinaldi                                                    | Gonf. issu du s. Porta del Duomo.                   |
| 15 avril 1299-14 juin 1299       | Mess. Jacopo da Certaldo                                         | Pr. du s. Oltrarno. Expert en droit (iurisperitus). |
| 15 avril 1299-14 juin 1299       | Lippo di Bencivenni Mancini                                      | Pr. du s. San Piero Scheraggio.                     |
| 15 avril 1299-14 juin 1299       | Saggina di Filippo del Saggina                                   | Pr. du s. Borgo.                                    |
| 15 avril 1299-14 juin 1299       | Giovanni Attaviani                                               | Pr. du s. San Pancrazio.                            |
| 15 avril 1299-14 juin 1299       | Vieri del Bello Rondinelli                                       | Pr. du s. Porta del Duomo.                          |
| 15 avril 1299-14 juin 1299       | Tencino d'Acerbo                                                 | Pr. du s. Porta San Piero.                          |
| 15 juin 1299-14 août 1299        | Durante di Mess. Buonfantino Carnesecchi                         | Gonf. issu du s. Porta San Piero.                   |
| 15 juin 1299-14 août 1299        | Matteo Biliotti                                                  | Pr. du s. Oltrarno.                                 |
| 15 juin 1299-14 août 1299        | Tano di Michele Baroncelli                                       | Pr. du s. San Piero Scheraggio.                     |
| 15 juin 1299-14 août 1299        | Tignosino Bellandi                                               | Pr. du s. Borgo.                                    |
| 15 juin 1299-14 août 1299        | Ammannato di Rota Ammannati Beccanugi                            | Pr. du s. San Pancrazio.                            |
| 15 juin 1299-14 août 1299        | Ricco Davanzi                                                    | Pr. du s. Porta del Duomo.                          |
| 15 juin 1299-14 août 1299        | Riscosso di Bonifazio                                            | Pr. du s. Porta San Piero.                          |
| 15 août 1299-14 octobre 1299     | Niccolò di Donato Ardinghelli                                    | Gonf. issu du s. Borgo.                             |
| 15 août 1299-14 octobre 1299     | Gherardino Velluti                                               | Pr. du s. Oltrarno.                                 |
| 15 août 1299-14 octobre 1299     | Maso Peruzzi                                                     | Pr. du s. San Piero Scheraggio.                     |
| 15 août 1299-14 octobre 1299     | Mess. Niccola Acciaiuoli                                         | Pr. du s. Borgo. Juge.                              |
| 15 août 1299-14 octobre 1299     | Marino Orlandi                                                   | Pr. du s. San Pancrazio.                            |
| 15 août 1299-14 octobre 1299     | Lippo Manni                                                      | Pr. du s. Porta del Duomo.                          |
| 15 août 1299-14 octobre 1299     | Lapo di Giovanni Rinaldelli                                      | Pr. du s. Porta San Piero.                          |
| 15 octobre 1299-14 décembre 1299 | Tuccio Ferrucci                                                  | Gonf. issu du s. Oltrarno.                          |
| 15 octobre 1299-14 décembre 1299 | Rosso Filigherini                                                | Pr. du s. Oltrarno.                                 |
| 15 octobre 1299-14 décembre 1299 | Michele di Ser Jacopo Riccialbani                                | Pr. du s. San Piero Scheraggio.                     |
| 15 octobre 1299-14 décembre 1299 | Cino di Dietaiuti della Badessa                                  | Pr. du s. Borgo.                                    |
| 15 octobre 1299-14 décembre 1299 | Vanni di Puccio Benvenuti                                        | Pr. du s. San Pancrazio.                            |
| 15 octobre 1299-14 décembre 1299 | Cione Baldovini                                                  | Pr. du s. Porta del Duomo.                          |
| 15 octobre 1299-14 décembre 1299 | Geri di Ser Pace                                                 | Pr. du s. Porta San Piero.                          |
| 15 décembre 1299-14 février 1300 | Cecco di Ciaio di Ristoro (ou Cecco di Ciaio Ristori del Barone) | Gonf. issu du s. San Pancrazio.                     |
| 15 décembre 1299-14 février 1300 | Lapo d'Ammonito de'Minutoli                                      | Pr. du s. Oltrarno.                                 |
| 15 décembre 1299-14 février 1300 | Donato di Lamberto dell'Antella                                  | Pr. du s. San Piero Scheraggio.                     |
| 15 décembre 1299-14 février 1300 | Arrigo Marcovaldi                                                | Pr. du s. Borgo.                                    |
| 15 décembre 1299-14 février 1300 | Bartolo di Jacopo Bueri                                          | Pr. du s. San Pancrazio.                            |
| 15 décembre 1299-14 février 1300 | Mess. Donato di Mess. Alberto Ristori                            | Pr. du s. Porta del Duomo.                          |
| 15 décembre 1299-14 février 1300 | Lapo del Biondo Benci                                            | Pr. du s. Porta San Piero.                          |